# Manuel Hidalgo Ruiz
Manuel Hidalgo Ruiz (Pamplona, 25 de noviembre de 1953) es un periodista y escritor español.

## Prensa
Licenciado en Periodismo por la Universidad de Navarra, en su trayectoria profesional ha trabajado como columnista en las revistas Cambio 16 y Fotogramas (de la que fue redactor-jefe) y en los periódicos Diario 16 y El Mundo (desde 1989). En este último fundó y dirigió el suplemento semanal Cinelandia. Entre enero de 2022 y marzo de 2024 fue director de la revista El Cultural.

## Televisión
En televisión después de terminar el magazine La Tarde de Televisión Española en 1988, se hizo cargo de la dirección del espacio que lo sustituyó, Tal Cual de entrevistas y reportajes, realizado por José María Fraguas.

## Cine
En el mundo del cine ha trabajado como guionista, participando en películas como Una mujer bajo la lluvia (1992), de Gerardo Vera, El Portero (2000), de Gonzalo Suárez, Grandes ocasiones (1998), Nubes de verano (2004) o Mujeres en el parque (2006), estas tres últimas del cineasta Felipe Vega.
También participó en el guion inédito de ¡Viva Rusia!, la que habría sido la cuarta parte de la trilogía Nacional de Luis García Berlanga. Dicho guion, finalmente ha sido publicado en 2022 por la editorial Pepitas de calabaza y la Filmoteca Española, con prólogo del propio Manuel Hidalgo y epílogo de Felipe Cabrerizo y Santiago Aguilar.
Especializado en crítica cinematográfica, también ha escrito diversos ensayos sobre ese tema, como se puede ver más abajo en la bibliografía.

### Literatura
- El pecador impecable (1986) - Su estreno como novelista, siendo finalista del premio La Sonrisa Vertical.
- Azucena, que juega al tenis (1988).
- Olé (1991).
- Todos vosotros (1995).
- La infanta baila (1997).
- Días de Agosto (2000).
- Cuentos pendientes (2003).
- Lo que el aire mueve (2008) - ganador en octubre de 2007 del primer Premio Logroño de Novela, dotado con 90.000 euros.
- El lugar de uno mismo (2017) (ed. Alianza). Ilustrado por Daniel Hidalgo.
- Del balneario al monasterio (2018). Colección Baroja & Yo. Pamplona. Ipso ediciones.

### Libros sobre cine
- Carlos Saura (1981)
- Fernando Fernán Gómez (1981)
- El último austro-húngaro: conversaciones con Berlanga (1982)
- Francisco Rabal (1985)
- Pablo G. del Amo, montador de sueños (1987).
- El Banquete de los genios (2013) (ed. Península - Grup 62).

- Datos: Q5993256